# أحرص
أحرص قرية سوريّة تتبع إداريّاً لمحافظة حلب منطقة أعزاز ناحية تل رفعت، بلغ تعداد سكانها 2,851 نسمة حسب التعداد السكاني لعام 2004.